# Erik Almgren
Karl Erik Algot Almgren (ur. 28 stycznia 1908 w Sztokholmie, zm. 23 sierpnia 1989 tamże) – szwedzki piłkarz, pomocnik. Uczestnik mistrzostw świata z roku 1938 we Francji. W trakcie kariery piłkarskiej grał dla AIK Fotboll, był również trenerem tego zespołu w latach czterdziestych.

## Kariera reprezentacyjna
W reprezentacji Szwecji grał dwa lata (1936-1938). W barwach narodowych wystąpił 13 razy, nie strzelając żadnej bramki. W 1936 znalazł się w rezerwach kadry Szwecji na turniej olimpijski w piłce nożnej, który odbywał się w Berlinie - nie rozegrał żadnego meczu podczas tego turnieju, gdyż reprezentanci Szwecji ulegli już w pierwszej rundzie reprezentacji Japonii 3-2 i nie awansowali dalej. W 1938 powołany do reprezentacji na Mistrzostwa Świata 1938 we Francji. Na Mundialu 1938 rozegrał wszystkie 3 mecze przeciwko reprezentacjom: Kuby, Węgier i Brazylii. W sezonie 1936-1937 wraz z klubem AIK Fotboll sięgnął po mistrzostwo Szwecji (Allsvenskan).

## Osiągnięcia
- Mistrz Szwecji 1936/1937 w piłce nożnej (z klubem Aik Fotboll)
- Uczestnik Mistrzostw Świata w Piłce Nożnej 1938 (Francja 1938)